# Antoniuskirche (Breslau-Carlowitz)

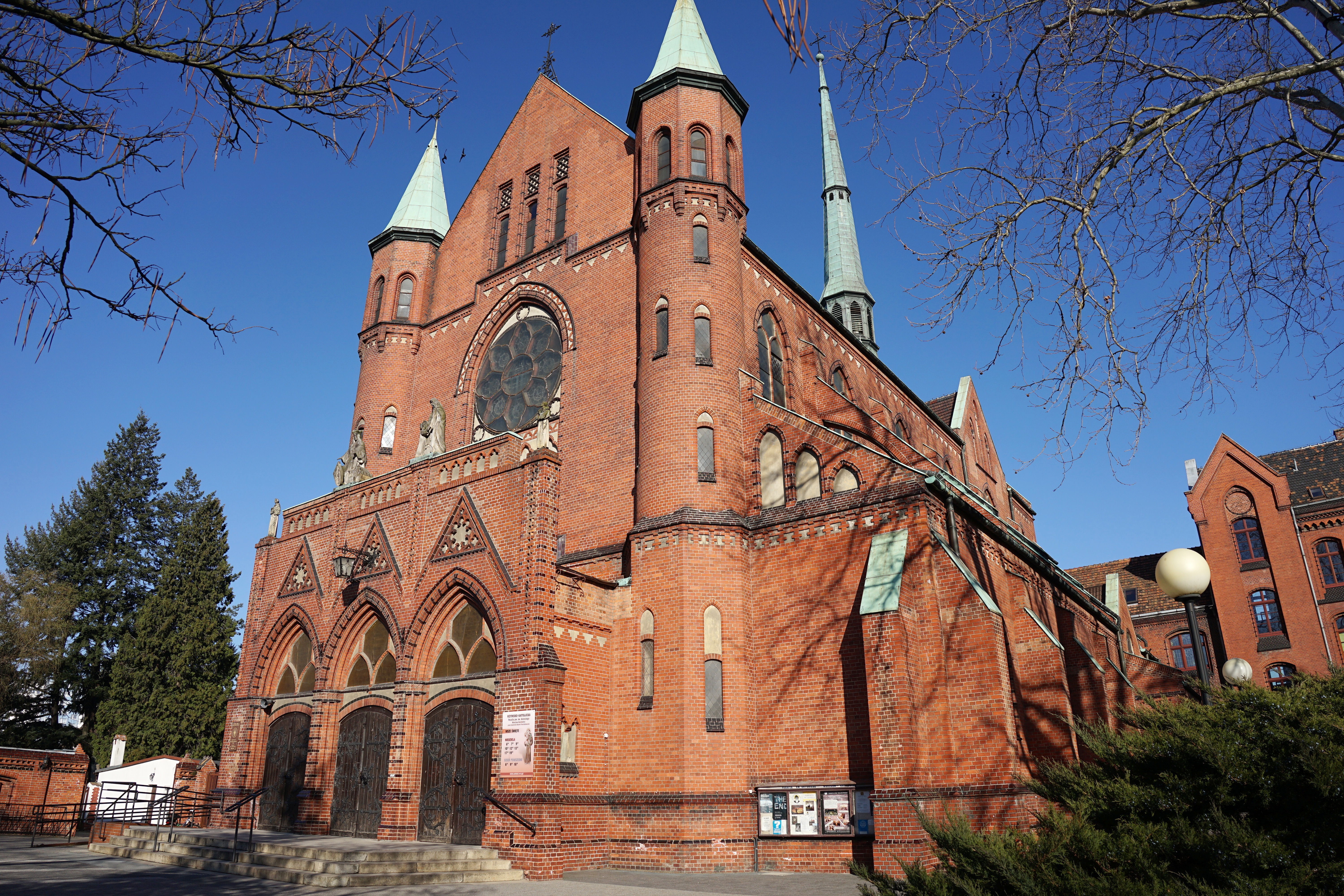
Antoniuskirche

Die Antoniuskirche (polnisch Kościół św. Antoniego) ist ein römisch-katholisches Gotteshaus im Breslauer Stadtteil Carlowitz (poln. Karłowice). Die Kirche liegt in der Aleja  Jana Kasprowicza.

## Geschichte

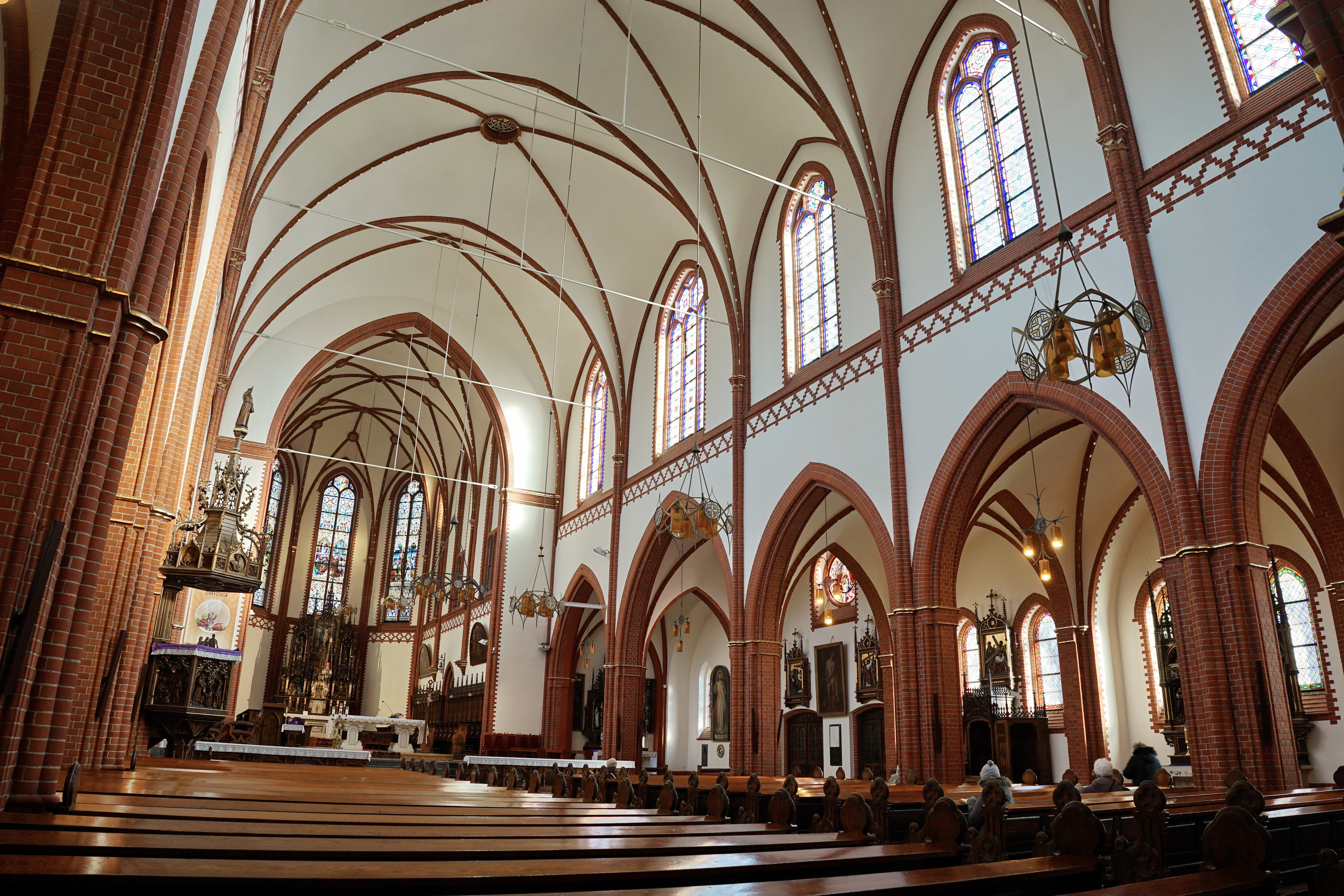
Innenansicht

Zwischen 1897 und 1898 entstand in Carlowitz das Franziskanerkloster, das zur Sächsischen Franziskanerprovinz und ab 1911 zur Schlesischen Franziskanerprovinz gehörte. Die Brüder zogen am 4. Oktober 1897, dem Fest ihres Ordensgründers Franz von Assisi, in das noch nicht ganz fertiggestellte Gebäude ein, in dem auch für einige Jahre ein philosophisch-theologisches Studium der Ordensprovinz zur Ausbildung ihres Priesternachwuchses bestand.
Die Grundsteinlegung für die St.-Antonius-Kirche erfolgte am 14. Mai 1900. Bereits am 12. November 1901 konnte man den ersten Gottesdienst in der Kirche feiern. Das Kirchengebäude wurde vom schlesischen Architekten Ludwig Schneider (1854–1943) im neugotischen Stil errichtet. Die 34-stimmige Orgel wurde 1903 von der Schweidnitzer Firma Schlag & Söhne gebaut.